# Willem Beukelsstraat 32-38
Willem Beukelsstraat 32-38 te Amsterdam betreft een viertal percelen aan de Willem Beukelsstraat, Amsterdam-Oost.

## Algemeen
Aan de Willem Beukelsstraat werd al gebouwd in de tijd dat ze nog toebehoorde aan de gemeente Watergraafsmeer, maar vanaf 1907 heette de straat nog (M.A) De Ruyterstraat. 
In 1921 annexeerde de Gemeente Amsterdam (de) Watergraafsmeer; ze had dringend gebied nodig voor het onderbrengen van haar inwoners terwijl Watergraafsmeer tot dan toe voornamelijk agrarische gebied was. Een gevolg was dat de straat een andere naam moest krijgen, Amsterdam had al een De Ruyterkade (eigen straat) en Admiraal de Ruyterweg (annexatie Sloten); de straat werd hernoemd naar Willem Beukelszoon in een buurt met meerdere straten vernoemd uitvinders of wetenschapper, zoals Simon Stevin en Cornelis Drebbel.

## Gebouw
In de periode voor de overname werd er wel gebouwd, meest huis voor huis. In 1914 liet hier bouwkundige Sippe Visser (Wonseradeel, 30 maart 1877-Amsterdam, 9 april 1966) een blokje woningen neerzetten. Hijzelf was destijds de opdrachtgever; in die tijd werden de functies van grondkoper, grond exploitant, architect, bouwer en makelaar regelmatig gecombineerd in een doorlopende cyclus binnen de bouw. Visser zette hier bij een enigszins teruggetrokken rooilijn vier percelen neer, die op het eerste oog een wat rommelige indruk maken; in de loop der jaren is er aan gesleuteld. Echter nadere beschouwing laat zien dat de gebouwen twee aan twee gespiegeld zijn, elk rond een centrale toegang met toegangstrap. Alle gebouwen bestaan uit vier bouwlagen (souterrain met drie etages) onder een grotendeels plat dak. Achter de gevel bevinden zich acht maisonettes. De toegangen vallen daarbij op omdat daar constructies zijn neergezet in natuursteen, terwijl de rest op vensterdorpels na uit baksteen is opgetrokken. Overigens sluiten de trappen met bak- en natuurstenen leuningen wel aan op de rooilijn. De zuidelijke combinatie (huisnummers 36-38) heeft als jaarsteen 1913 in een medaillon/cartouche; de noordelijke (32-34) draagt Anno 1914 in een soort band. Het complex werd op 8 oktober 2013 tot gemeentelijk monument verklaard.
Zuidelijk van dit complexje staat een groot bouwblok; de MULO van de latere Willem van Outshoornschool aanbesteed in 1911, dus net voor bovenstaand blokje.
De drie percelen ten noorden van het complex zijn ook ontworpen door Visser. De rest van de straat werd pas in de overdrachtsperiode volgebouwd. 

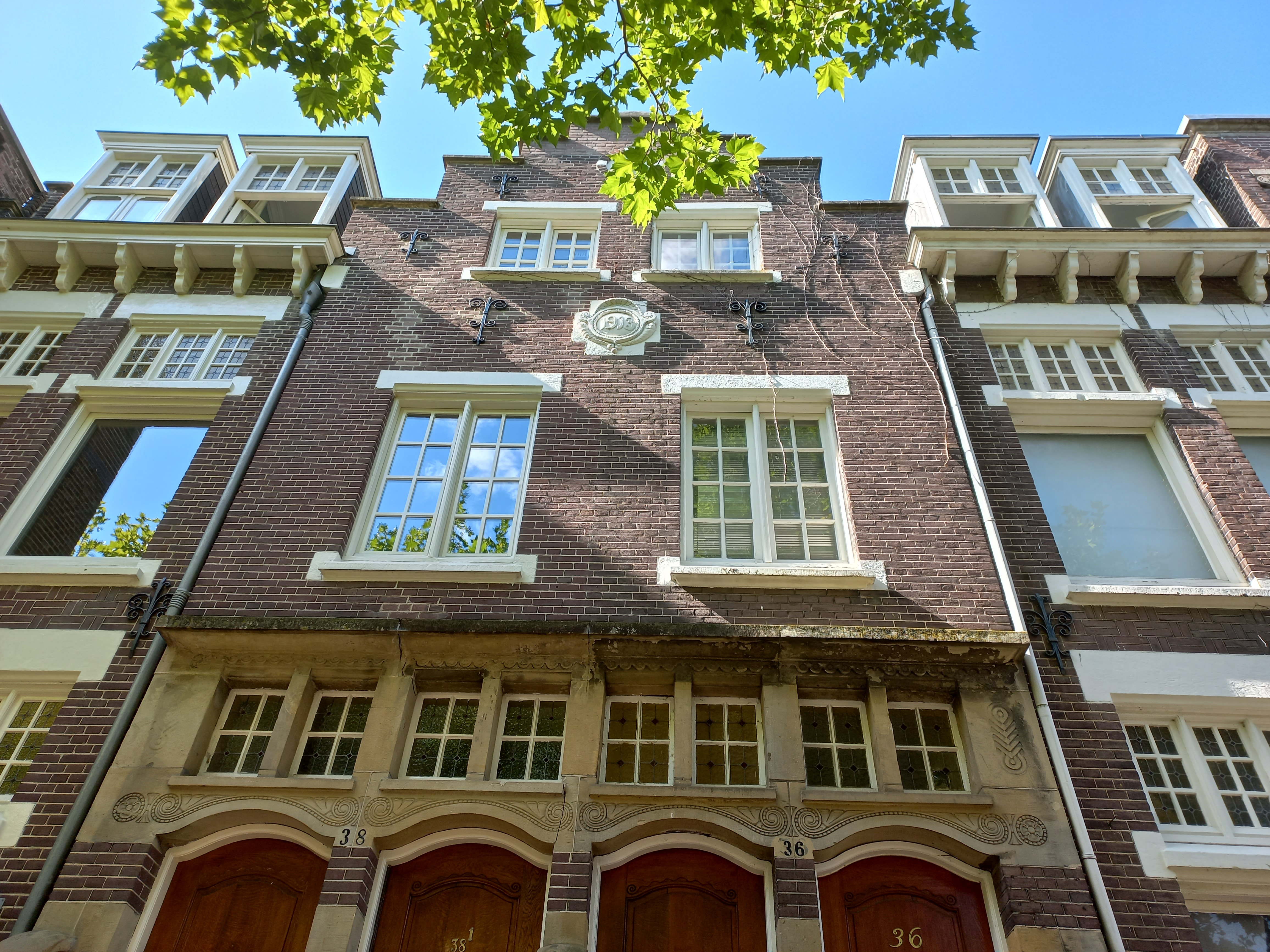
Gevel 36-38 met medaillon 1913 (augustus 2022)

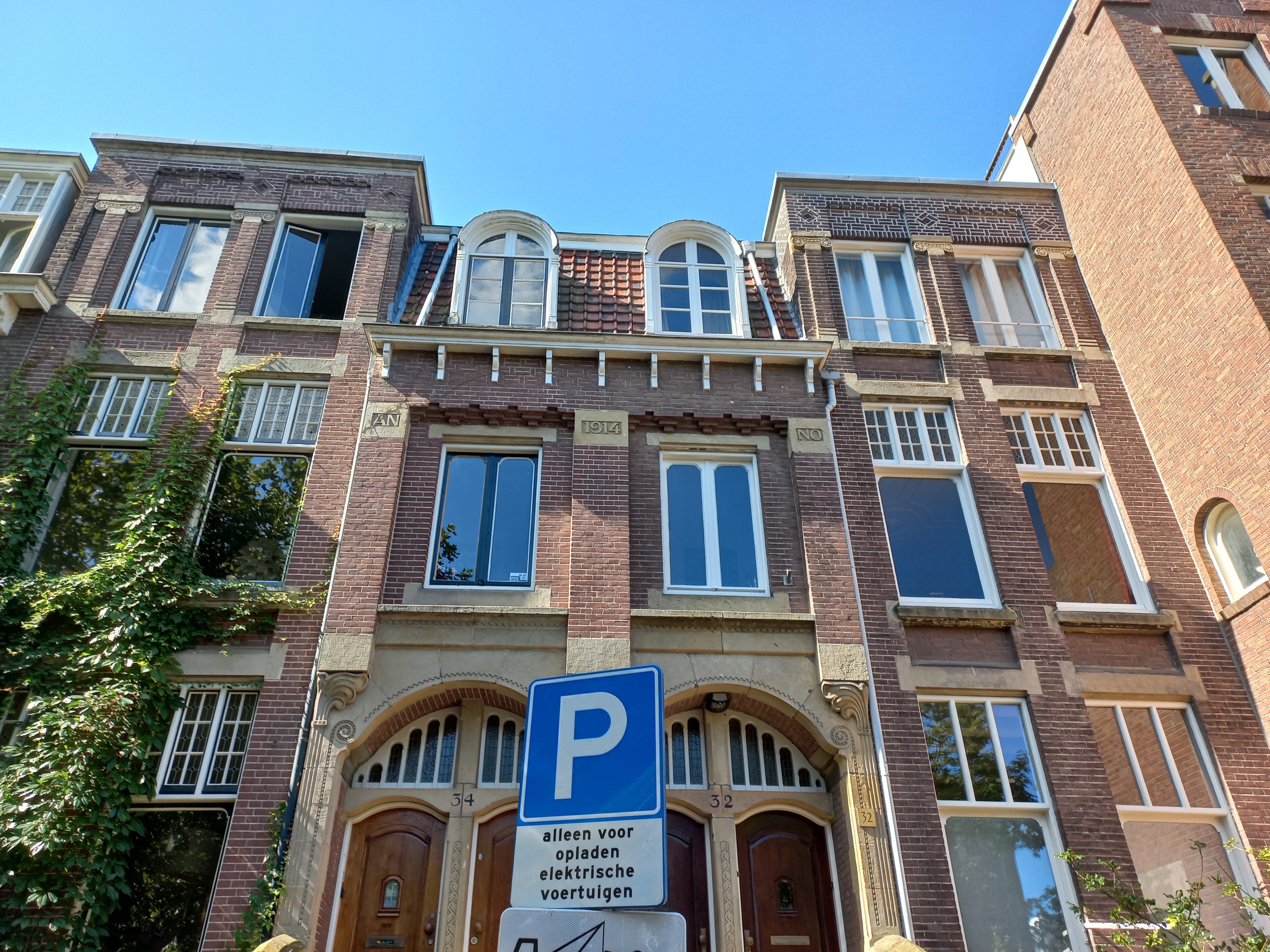
Gevel 32-34 met band 1914 (augustus 2022)